# ایسا لوپز
ایسا  لوپِز  (انگلیسی: Issa López) کارگردان، تهیه‌کننده و نویسندۀ مکزیکی است. یازده فیلم به اسپانیایی از فیلم‌نامه‌های او ساخته شده، که چهارتای آنها را خودش کارگردانی کرده‌است. او برندهٔ چندین جایزه ادبی، از جمله جایزه ملی رمان است که در سال ۲۰۰۷ از مؤسسهٔ هنرهای زیبا و ادبیات مکزیک گرفته‌است.
در سال ۲۰۱۷، ببرها نمی‌ترسند (به اسپانیایی: Vuelven) برای نخستین‌بار در جشنوارهٔ فانتاستیک (شگفت‌انگیز) در آستینِ تگزاس به‌نمایش درآمد. این فیلم به نویسندگی و کارگردانی لوپز، برندهٔ جایزه بهترین کارگردانی فیلم ترسناک شد و پنجاه‌ویک جایزه در جشنواره‌های فیلم در سراسر جهان، سه الهگان سیمین (Diosas de Plata)، از جمله بهترین فیلم و بهترین کارگردانی گرفت، و به ده نامزدی جوایز آریِل رسید که برندهٔ دو تای آنها شد. این فیلم چندین بازخورد مثبت از سوی تهیه‌کنندگان و منتقدان بزرگ، و امتیاز ۹۷٪ را در راتِن تُومِیتوُز به‌دست‌آورد. لوپز در حال کار روی پروژه‌هایی با گیِرمو دل تورو، نوآ هاولی و جیسون بلام است. او نویسنده و کارگردان همهٔ قسمت‌های فصل چهارم سریال تلویزیونی کارآگاه حقیقی شبکهٔ اچ‌بی‌او بوده که در ژانویه و فوریهٔ ۲۰۲۴ به‌عنوان کارآگاه حقیقی: سرزمین شب پخش شد.

## سال‌های آغازین زندگی
ایسا لورا لوپز لوزانو در مکزیکوسیتی زاده‌شد، جایی‌که پس‌از مرگ مادرش هنگامی که او هشت‌ساله بود، از سوی پدرش بزرگ شد. پدرش یک دانشگاهیِ نشانه‌شناسی و استاد کالج بود. در کودکی، خانواده‌اش مشکلات اقتصادی داشتند، زیرا کار در دانشگاه، شغلی پردرآمد در آمریکای لاتین نیست. این، در زندگی او تعیین‌کننده و الهام‌بخش بسیاری از کارهای بعدی او بود، زیرا پدرش تلاش می‌کرد او و خواهرش را، بااین‌که وضع اقتصادی خوبی نداشتند، سرگرم کند. لوپز در یکی از مصاحبه‌هایش گفت که او، خواهرش و پدرش «هر آخر هفته در یک سفر جاده‌ای در مکزیک، از شهری به شهر کوچک دیگر می‌رفتند، به تماشای فیلم‌های کونگ‌فو و ترسناک در سینماهای سیار می‌نشستند، غذای خیابانی می‌خورند و از جاهای باستانی، جنگل‌ها، بیابان‌ها و خالی‌ازسکنه‌ترین شهرهای کوچک کشور بازدید می‌کردند». آن خاطرات الهام‌بخش بسیاری از داستان‌های او بود.

## زندگی و شغل
ایسا لوپز حدود دو سال باستان‌شناسی خواند، تا اینکه «جاذبهٔ سینما برای مقاومت کردن را بسیار قوی یافت». او باستان‌شناسی را رها کرد و در مدرسه فیلم دانشگاه ملی مکزیک نام نوشت و از آنجا لیسانس کارگردانی فیلم و فیلم‌نامه‌نویسی گرفت. او سپس یک دوره دوساله را برای نویسندگی نمایش به پایان رساند. لوپز شروع به نوشتن رمان‌های تلویزیونی و برنامه‌های تلویزیونی در Televisa کرد. او در سال ۲۰۰۳ فیلم شب بانوان را نوشت که در گیشه موفق بود و پنجمین فیلم پرفروش مکزیکی در ۲۰۰۳ و ۲۰۰۴ شد.
لوپز برنده چندین جایزه ادبی از جمله جایزه ملی رمان از سوی مؤسسهٔ هنرهای زیبا و ادبیات مکزیک است. او افزون‌بر کارهای ادبی، چندین برنامه تلویزیونی نوشت که برخی از آنها از سوی مخاطبان ساعات پربینندهٔ تلویزیون مکزیک به بیشترین رتبه رسیدند. همچنین فیلمنامه چندین فیلم سینمایی را نوشت که سه‌تای آنها را استودیوی بزرگ هالیوود در مکزیک تولید کرد، که دوتا از آنها را هم خودش کارگردانی کرد. Efectos Secundarios (برادران وارنر، ۲۰۰۶) و Casi Divas (سونی پیکچرز، ۲۰۰۸). در سال ۲۰۱۵، لوپز سومین فیلمش به‌عنوان کارگردان و دهمین فیلمش به‌عنوان نویسنده، ببرها نمی‌ترسند، را ساخت. در مارس ۲۰۱۸، تودو مال، چهارمین فیلم بلند او در مقام کارگردان و یازدهمین فیلم او در مقام نویسنده، در مکزیک اکران شد.
در سال ۲۰۰۵، لوپز از سوی وِرایِتی به‌عنوان یکی از ۵۰ اثرگذار لاتین‌تبار در سرگرمی برگزیده شد.
در مکزیک، فیلم‌های لوپز در میان پرفروش‌ترین‌ها بوده‌اند؛ شب بانوان (دیزنی، ۲۰۰۳) در رتبه پنجم، نینیاس مال (سونی پیکچرز، ۲۰۰۷) در رتبه هفتم، و اِفِکتوس سِکونداریوس (اثر ثانویه) در رتبه پانزدهم. راه شهرت (Casi Divas) در جایگاه نخست گیشه قرار گرفت و در ایالات متحده، محدود اکران شد.
راه شهرت از ورایتی، هالیوود ریپورتر، و لس آنجلس تایمز و جاهای دیگر، نقدهای مثبتی گرفت. این فیلم تنها فیلم مکزیکی است که آهنگ‌ساز سرشناس هالیوود، هانس زیمر، برایش موسیقی متن نوشت و تنها یک دلار برای کار سترگش در این فیلم دست‌مزد درخواست.
در سال ۲۰۱۵، ششصدهزار (600 Millas)، فیلمی که لوپز فیلم‌نامه آن را نوشته بود، نامزد جایزه آریِل آکادمی فیلم مکزیک برای بهترین فیلمنامه شد.
در سپتامبر ۲۰۱۷، ببرها نمی‌ترسند (به اسپانیایی: Vuelven) در جشنوارهٔ فانتاستیک (جشنوارهٔ شگفت‌انگیز) در آستینِ تگزاس به‌نمایش درآمد و برندهٔ جایزه بهترین کارگردانی فیلم ترسناک شد. لوپز کارگردان، نویسنده و تهیه‌کننده اجرایی این فیلم بود؛ افسانه‌ای سیاه دربارهٔ کودکانی که از جنگ مواد مخدر در مکزیک جان سالم به‌در می‌برند، و وحشتی که آنها را تعقیب می‌کند.
ببرها نمی‌ترسند، روی‌هم‌رفته پنجاه‌ویک جایزه در جشنواره‌های فیلم در سراسر جهان، سه الهگان سیمین (معادل مکزیکی گلدن‌گلوب)، از جمله بهترین فیلم و بهترین کارگردانی گرفت و به ده نامزدی جوایز آریل رسید (جایزه آکادمی فیلم مکزیک) که برندهٔ دوتای آنها شد و نقدهای مثبت زیادی ازسوی تهیه‌کنندگان و منتقدان بزرگ، و امتیاز ۹۷٪ از راتِن تومِیتوز گرفت. همچنین برندهٔ جایزه بهترین کارگردانی آمریکای لاتین را در سال ۲۰۱۹ از NALIP (انجمن ملی تهیه‌کنندگان لاتین‌تبار) شد و مجله فانگوریا، مجلهٔ تخصصی سینمای وحشت، جایزه بهترین فیلم خارجی سال ۲۰۲۰ را به آن داد. استیون کینگ، نیل گیمن و گیرمو دل تورو در رسانه‌های اجتماعی و مصاحبه‌ها، اشتیاقشان را برای این فیلم بیان کردند.
در حال حاضر، لوپز در حال کار با گیرمو دل تورو است که اعلام کرده که فیلم بعدی لوپز را تهیه خواهد کرد؛ یک وسترن ترسناک دربارهٔ اسطوره گرگینه‌ها. همچنین سرچ‌لایت پیکچرز با او برای نویسندگی و کارگردانی Book of Souls را قرارداد بسته،که نوآ هاولی آن را تهیه می‌کند. از سوی دیگر، بلوم‌هاوس در حال ساخت بانوی اشک ما (Our lady of tears) به نویسندگی و کارگردانی لوپز است. لوپز همچنین نویسنده، تهیه‌کننده و کارگردان فصل چهارم سریال کارآگاه حقیقی به نام کارآگاه حقیقی: سرزمین شب (۲۰۲۴) بود.

## جایزه‌ها
جوایز نویسندهٔ آثار تخیلی
- جایزه رمان مؤسسه ملی هنرهای زیبای مکزیک، ۲۰۰۷.
- جایزه داستان کوتاه افراین هوئرتا، ۱۹۹۵.
- جایزه داستان کوتاه Punto de Partida، ۱۹۹۵
- جایزه داستان کوتاه آلیکا، ۱۹۹۴.
- فینالیست، جایزه داستان کوتاه ریکاردو پوزاس، ۱۹۹۶.
- فینالیست، جایزه داستان کوتاه افرن هرناندز، ۱۹۹۴.
- فینالیست، جایزه New Writers Plaza y Valdes، ۱۹۹۲.